# Château de Falkenberg
Le château de Falkenberg (Burg Falkenberg) est un château fort allemand situé à Falkenberg (arrondissement de Tirschenreuth) dans le district du Haut-Palatinat en Bavière. Il a été mentionné pour la première fois en 1154.

## Historique
Les remparts du château ont des fondations remontant au XIe siècle. Il appartient d'abord aux seigneurs de Falkenberg, puis aux seigneurs de Leuchtenberg et autour de 1300 à l'abbaye de Waldsassen de l'Ordre cistercien. Il passe aux Électeurs palatins en 1571 et il est saccagé peu avant la fin de la guerre de Trente Ans par les troupes du général suédois Hans Christoff de Kœnigsmark.
Le recès d'Empire de 1803, inspiré par Napoléon Bonaparte, sécularise les biens d'Église et il entre dans les biens de la couronne de Bavière. Un tiers du donjon est démoli en 1809, puis il fait partie du patrimoine culturel protégé.
Son propriétaire de l'époque, le fameux comte Friedrich-Werner von der Schulenburg, opposant à Hitler pendu après l'attentat contre le Führer, le reconstruit et le restaure entre 1936 et 1939. L'ancien ambassadeur allemand à Moscou voulait y passer la fin de ses jours.
La municipalité de Falkenberg achète à la famille von der Schulenburg le château en 2008. Des expositions et des concerts y sont régulièrement organisés.

## Source
- (de) Cet article est partiellement ou en totalité issu de l’article de Wikipédia en allemand intitulé « Burg Falkenberg » (voir la liste des auteurs).